# Świślina (gromada)
Świślina (od 31 XII 1961 Radkowice) – dawna gromada, czyli najmniejsza jednostka podziału terytorialnego Polskiej Rzeczypospolitej Ludowej w latach 1954–1972.
Gromady, z gromadzkimi radami narodowymi (GRN) jako organami władzy najniższego stopnia na wsi, funkcjonowały od reformy reorganizującej administrację wiejską przeprowadzonej jesienią 1954 do momentu ich zniesienia z dniem 1 stycznia 1973, tym samym wypierając organizację gminną w latach 1954–1972.
Gromadę Świślina siedzibą GRN w Świślinie utworzono – jako jedną z 8759 gromad na obszarze Polski – w powiecie iłżeckim w woj. kieleckim, na mocy uchwały nr 13k/54 WRN w Kielcach z dnia 29 września 1954. W skład jednostki weszły obszary dotychczasowych gromad Radkowice, Radkowice kolonia, Rzepinek i Świślina ze zniesionej gminy Rzepin w powiecie iłżeckim oraz obszar dotychczasowej gromady Bronkowice ze zniesionej gminy Bodzentyn w powiecie kieleckim; ponadto lasy państwowe nadleśnictwa Rataje (oddziały Nr Nr 14, 15, 39 do 41, 69 do 72, 104 do 107, 137 do 140, 150 do 153) i lasy państwowe nadleśnictwa Siekierno (oddziały Nr Nr 1 do 8, 20 do 28, 44 do 50, 85, 86 i 87). Dla gromady ustalono 20 członków gromadzkiej rady narodowej.
Gromadę zniesiono 31 grudnia 1961 przez przeniesienie siedziby GRN ze Świśliny do Radkowic i zmianę nazwy jednostki na gromada Radkowice.